# 邦普雷烏集團
邦普雷烏集團（加泰隆尼亞語發音：[ˌbɔnˈpɾɛw]）是西班牙的食品零售企業，擁有200多家店舖。集團由法布雷戈（Fabregó）兄弟於1974年創立，總部位於拉斯馬西亞斯-德博爾特雷加。

## 歷史
邦普雷烏集團最初為若塞普·豐特-法布雷戈（Josep Font i Fabregó）和若安·豐特-法布雷戈（Joan Font i Fabregó）兩兄弟，於1974年9月7日在曼列烏成立的一家自主商店。
1988年，公司於佩内德斯自由镇開設首間大型賣場「Esclat」。1995年，於馬拉營運首座加油站。1998－2011年，公司建立中型超市集團「Orangutan」，後更名為「Bon Preu」。2004年，於巴倫亞闢建首座肉類加工廠和倉庫，並由太陽能光電提供動力來源。2007年，巴倫亞的肉類加工廠增建冷凍庫，同時公司推出快速便利商店「Bonpreu Ràpid」。2010年，公司收購法國零售商Intermarché的西班牙門市。
2016年，公司營業額增至10.77億歐元，較前一年增加9.2％，淨收益達3,600萬歐元。截至2017年，邦普雷烏集團雇用約6,000名員工，擁有221間店鋪（123間Bon Preu超市、47家Esclat賣場、3家Iquodrive線上快遞，41座Esclatoil加油站和8間迷你商店）。
2021年，公司宣布於蒙布朗多式聯運物流活動中心設立第二座大型物流中心。

## 外部連結
- 官方网站